# Toplina
Toplina, toplinska energija ili količina topline (oznaka Q) je fizikalna veličina kojom se opisuje energija koja prelazi s toplijega tijela na hladnije. Mjerna jedinica topline jest džul (J); stara jedinica bila je kalorija (1 cal = 4,186 J). Toplina koja se izmjenjuje pri dodiru dvaju tijela različitih temperatura ovisi o masi m tijela, specifičnom toplinskom kapacitetu c tvari od koje se tijelo sastoji, te o temperaturnoj razlici Δt: 
{\displaystyle \Delta Q=c\cdot m\cdot \Delta t}
Subjektivni osjećaj topline dobiva se dodirom s tijelima kojima je temperatura viša (toplo) ili niža (hladno) od temperature ljudskoga tijela. Toplina se objektivno mjeri promatranjem djelovanja ugrijanih tijela na druga tijela (kalorimetrija).

## Pojam topline i temperature
Ako stavimo ruku u posudu s vrućom vodom i držimo je nekoliko sekundi, a zatim je stavimo u posudu s toplom vodom, učinit će nam se kao da je ta voda hladna. Stavimo li ruku u hladnu vodu i držimo li je nekoliko sekundi, a onda je uronimo u onu toplu vodu, imat ćemo osjet kao da smo je stavili u vruću vodu. Odatle vidimo da čovječji osjet nije mjerodavan za prosuđivanje stanja nekoga fizikalnog tijela, to jest njegove temperature. 
Toplina i temperatura nisu jedno te isto. To najbolje možemo uočiti iz jednog primjera. U dvije po veličini različite prostorije ložimo peć iste veličine tako da trošimo istu količinu goriva na sat; vidjet ćemo da će temperature prostorija biti različite. Veća prostorija imat će manju temperaturu, a manja veću, iako je svaka prostorija, to jest zrak u prostoriji, primio istu količinu topline izgaranjem jednake količine goriva. Dva fizikalna tijela mogu imati istu količinu topline, a različitu temperaturu. Da bi veća prostorija imala istu temperaturu kao manja, morali bismo većoj dati veću količinu topline, to jest morali bismo potrošiti veću količinu goriva. Odatle vidimo da dva fizikalna tijela mogu imati istu temperaturu, ali različitu količinu topline. 
Međutim, što je toplina? Na to pitanje odgovara molekularno-kinetička teorija topline. Molekule u tijelima ne miruju, nego se nalaze u stalnom gibanju, čija brzina može biti veća ili manja. Bušenjem, glodanjem, tokarenjem i rezanjem pomoću alatnih strojeva, kao i kod svake obrade materijala alatom, stvara se toplina. Toplina nastaje na osnovu utrošenog mehaničkog rada, a i na račun kinetičke energije. Udarom čekića, koji ima kinetičku energiju, o nakovanj stvara se toplina. Tu se kinetička energija ne pretvara samo u toplinu nego i u energiju zvuka i u mehanički rad potreban za deformaciju tijela. Pri sudaru dvaju tijela prenosi se gibanje, to jest kinetička energija s jednog tijela na drugo. To ne vrijedi samo za velika tijela nego i za sitne čestice, to jest molekule. Kinetička energija čekića pretvara se u kinetičku energiju molekula, to jest u njihovo nevidljivo gibanje. Toplina je, dakle, kinetička energija molekularnog gibanja. 
Što tijelo više grijemo, molekule se sve brže gibaju i imaju sve veću kinetičku energiju. Zbog toga se molekule međusobno udaljavaju, pa kruto tijelo taljenjem prelazi u tekuće agregatno stanje. Tekuće tijelo zagrijavanjem prelazi u plinovito agregatno stanje. Molekule vode daljim zagrijavanjem kod vrelišta odlaze u zrak. Voda prelazi u vodenu paru. Para ima toliku kinetičku energiju da tjera parni stroj. Koliki je stupanj toga molekularnog gibanja, kazuje temperatura. Temperatura je, dakle, stupanj toplinskog stanja tijela i o njoj ovisi agregatno stanje tijela. 
Onaj dio nauke o toplini koji se bavi toplinom kao jednim oblikom energije i proučava pretvaranje toplinske energije u mehaničku radnju zove se termodinamika. Budući da je to pretvaranje naročito važno kod plinova, to se termodinamika bavi u prvom redu toplinskim promjenama kod plinova.

## Količina topline
Želimo li masu od 1 kilogram vode ugrijati na plameniku od 10 °C na 20 °C, trebat će nam određeno vrijeme. Za grijanje 1 kilograma vode na tom plameniku od 10 °C na 30 °C bit će potrebno duže vremena. Za grijanje 2 kilograma vode trebat će dvostruko duže vremena nego za grijanje 1 kilograma vode. Dakle potrebna količina topline za zagrijavanje vode je to veća što je veća masa vode i što je zagrijavamo na višu temperaturu. Prema tome je:
{\displaystyle Q=m\cdot (t_{2}-t_{1})}
gdje je: Q - količina topline izražena u džulima (J), m - masa vode u kilogramima (kg) i t2 - t1 - razlika temperature u celzijima (°C). 
Količinu topline mjerimo kao i svaku energiju u džulima. Međutim, još se upotrebljava kao jedinica topline kilokalorija (kcal). 1 kcal je ona količina topline koja je potrebna da se 1 kilogram vode, kod normalnog tlaka zraka od 760 torra (1 atm), zagrije od 14,5 °C na 15,5 °C. To je zbog toga što količine topline za zagrijavanje 1 kilograma vode, na primjer od 12 na 13 °C ili od 20 na 21 °C, nisu jednake. Međutim su razlike tako malene da se u praksi uzima da je za ugrijavanje 1 kilograma vode za 1 °C potrebna 1 kcal, bez obzira kod koje se to temperature vrši. Kod grijanja mora se toplina dovoditi, a kod ohlađivanja odvoditi. Kilokalorija (kcal), određena pri 15 °C, približno je jednaka 4,1855 kilodžula (kJ).
Za zagrijavanje 1 kilograma željeza trebat će manje vremena nego za zagrijavanje 1 kilograma opeke. Znači da za različite tvari treba različita količina topline da bi se 1 kilogram te tvari ugrijao za 1 °C. Količina topline u J ili kcal koja je potrebna da se 1 kg neke tvari ugrije za 1 °C zove se specifična toplina ili specifični toplinski kapacitet, a označuje se malim slovom c. 
Prema tome, ako je za ugrijavanje 1 kg neke tvari potrebna specifična toplina c, to je za ugrijavanje m kg tvari potrebna c ∙ m. Za ugrijavanje m kg tvari od temperature t1 na temperaturu t2 potrebna je toplina:
{\displaystyle Q=c\cdot m\cdot (t_{2}-t_{1})=c\cdot m\cdot \Delta t}

### Specifični toplinski kapacitet
Specifični toplinski kapacitet nekih tvari:
| Tvar     | c (J kg-1 K-1) |
| -------- | -------------- |
| voda     | 4 185          |
| ulje     | 3 800          |
| alkohol  | 2 500          |
| led      | 2 100          |
| aluminij | 900            |
| staklo   | 800            |
| željezo  | 460            |
| cink     | 390            |
| bakar    | 380            |
| živa     | 140            |

Produkt c ∙ m, to jest količina topline koju treba tijelo mase m kg da se zagrije za 1 °C, zove se toplinski kapacitet fizikalnog tijela. 
Kako voda ima veliku specifičnu toplinu, to ju je teško ugrijati. Zagrijana pak voda sadrži veliku količinu topline, što se mnogo koristi u tehnologiji. Voda se upotrebljava kao nositelj topline kod centralnog grijanja i u parnim kotlovima (generatorima pare).

## Prijenos topline
Toplina se prenosi vođenjem, strujanjem i zračenjem.

### Vođenje ili kondukcija
Vođenje ili kondukcija je prijenos topline tako da se dio tijela zagrijava izravnim dodirom s izvorom topline, a susjedni se dijelovi redom dalje zagrijavaju. Ako se, na primjer, jedan kraj metalnoga štapa stavi u peć, toplina se po štapu širi vođenjem. Brzina prenošenja topline to je veća što je veća temperaturna razlika, a ovisi i o samoj tvari. Budući da su dobri vodiči električnih naboja (metali) ujedno i dobri vodiči topline, toplinska se vodljivost pripisuje ponajprije gibanju slobodnih elektrona. 
Svako tijelo ne vodi toplinu jednako. Stavimo li u vatru drvenu šipku umjesto metalne, moći ćemo je u ruci držati i onda kada gori. Tijela koja dobro vode toplinu zovemo toplinskim vodičima, a ona koja slabo vode toplinu toplinskim izolatorima. Poluvodiči topline su tijela (kao kremen, mramor, grafit i neke rude) koja toplinu vode slabije od kovina, ali bolje od pravih izolatora. Od tehničkih kovina najbolji vodič topline je srebro, bakar, a zatim aluminij, mjed i željezo. Loši vodiči topline su zrak, a zatim šupljikave tvari kao pluto, azbest, drvena piljevina, kamena vuna, polistiren i drugo. Šupljikave tvari su loši vodiči topline jer imaju u sebi mnogo šupljina, ispunjenih zrakom koji je toplinski izolator. Tekućine su također loši vodiči topline. Da je voda loš vodič topline, pokazuje pokus kada u epruveti punoj vode na dnu imamo pričvršćen led (pričvršćen da ne ispliva), voda može gore već vrijeti, a led se neće još rastaliti. Budući da je zrak loš vodič topline, on sprečava gubitak topline kod dvostrukih prozora. Termos-boca drži dugo toplinu zbog toga što ima dvostruku stijenku iz koje je isisan zrak, pa nema tijela koje bi vodilo toplinu. 

### Strujanje ili konvekcija
Strujanje ili konvekcija je prijenos je topline u tvarima koje mogu strujati, to jest u tekućinama i plinovima (fluidi). Strujanje nastaje zbog promjene gustoće zagrijavanjem. Ako se, na primjer, voda grije odozdo, donji se slojevi vode ugriju, rašire i smanji im se gustoća, pa se ugrijana voda diže nad hladnu. Slično nastaju i vjetrovi u atmosferi.
Grijanje prostorija pomoću peći osniva se strujanju. Toplina se od peći prenosi po sobi strujanjem zraka. U nekim zgradama vrši se grijanje više prostorija s jednog centralnog mjesta. To je takozvano centralno grijanje. Ako postoji centralno grijanje samo za jedan stan, onda je to etažno grijanje. Prema vrsti sredstva za prenošenje topline centralno grijanje može biti zračno, vodno i parno. Pri zračnom grijanju upotrebljava se kao sredstvo za prenošenje topline zrak. Pri grijanju vodom upotrebljava se kao sredstvo za prenošenje topline voda, a osniva se na prirodnoj cirkulaciji tople i hladne vode. Voda se grije u kotlu koji je obično u podrumu, diže se kroz cijevi i predaje svoju toplinu preko radijatora stambenim prostorijama. Ohlađena voda vraća se drugim cjevovodom u kotao gdje se ponovo ugrije. Da bi se voda u napunjenom sistemu pri zagrijavanju mogla slobodno širiti, na tavanu se obično nalazi ekspanziona posuda koja prima višak vode. Pri parnom grijanju upotrebljava se kao sredstvo za prenošenje topline vodena para od 0,05 do 2 atm (od 100 do 200 kPa). U radijatorima para predaje svoju toplinu stijenama radijatora i tako zagrijava prostoriju.

### Toplinsko zračenje ili termalna radijacija
Toplinsko zračenje ili termalna radijacija je prijenos je topline tako da zagrijano tijelo odašilje elektromagnetsko zračenje, a hladnije tijelo zagrijava se upijanjem (apsorpcijom) energije zračenja. Tako Zemlja prima toplinu od Sunca koja prolazi kroz zrakoprazni prostor. Toplinske zrake šire se istom brzinom svjetlosti kao i svjetlosne zrake. 
Ako stojimo blizu ugrijane peći, osjetit ćemo toplinu, iako je okolni zrak još hladan. Iz vrućeg tijela rasprostire se toplina na sve strane nevidljivim toplinskim zrakama. Iz tog se razloga nazivaju peći centralnog grijanja radijatorima. Različita tijela vladaju se različito prema toplinskim zrakama. Staklo koje je za zrake svjetlosti prozirno apsorbira toplinske zrake, dok ebonit koji je neproziran propušta toplinske zrake. Voda i led su nepropusni za toplinske zrake, to jest oni ih apsorbiraju i zbog toga se zagrijavaju.

## Povijest
Prve teorije o toplini osnivale su se na shvaćanju da je toplina tvar koja se nalazi pohranjena u svakom tijelu, te da dodirom prelazi iz toplijega tijela u hladnije. To se shvaćanje počelo mijenjati kada je potkraj 18. stoljeća B. Th. Rumford uočio da je toplina razvijena pri bušenju topovskih cijevi razmjerno utrošenomu mehaničkom radu. J. P. Joule pokusima je 1843. pokazao da rad može prelaziti u toplinu. Jouleova toplina je toplina koju proizvede električna struja prolaskom kroz električni vodič tijekom nekoga vremena, jednaka je umnošku električnoga otpora, kvadrata jakosti električne struje i vremena.
Sredinom 19. stoljeća razvili su R. J. E. Clausius, L. Boltzmann i drugi kinetičku teoriju plinova prema kojoj je toplina rezultat mehaničkoga gibanja molekula. To je gibanje prvi uočio R. Brown (Brownovo gibanje). U kinetičkoj teoriji plinova temperatura tijela dovodi se u vezu s prosječnom kinetičkom energijom mehaničkoga gibanja molekula. Zagrijavanje tijela je povećanje kinetičke energije molekula.